# Gours
Gours ist eine südwestfranzösische Gemeinde mit 523 Einwohnern (Stand: 1. Januar 2022) im Département Gironde in der Region Nouvelle-Aquitaine (vor 2016 Aquitaine). Die Gemeinde gehört zum Arrondissement Libourne und zum Kanton Le Nord-Libournais. Die Einwohner werden Goursois genannt.

## Lage
Gours liegt etwa 37 Kilometer ostnordöstlich von Bordeaux an der Isle, die die Gemeinde im Norden begrenzt. Umgeben wird Gours von den Nachbargemeinden Saint-Antoine-sur-l’Isle im Norden, Moulin-Neuf im Osten und Nordosten, Minzac im Süden und Osten, Puynormand im Westen und Südwesten sowie Saint-Seurin-sur-l’Isle im Westen und Nordwesten. 

## Bevölkerungsentwicklung
| Jahr                       | 1962 | 1968 | 1975 | 1982 | 1990 | 1999 | 2006 | 2018 |
| Einwohner                  | 354  | 322  | 317  | 335  | 367  | 373  | 387  | 579  |
| Quellen: Cassini und INSEE |      |      |      |      |      |      |      |      |

## Sehenswürdigkeiten
- Kirche Saint-Pierre aus dem 12. Jahrhundert, Monument historique

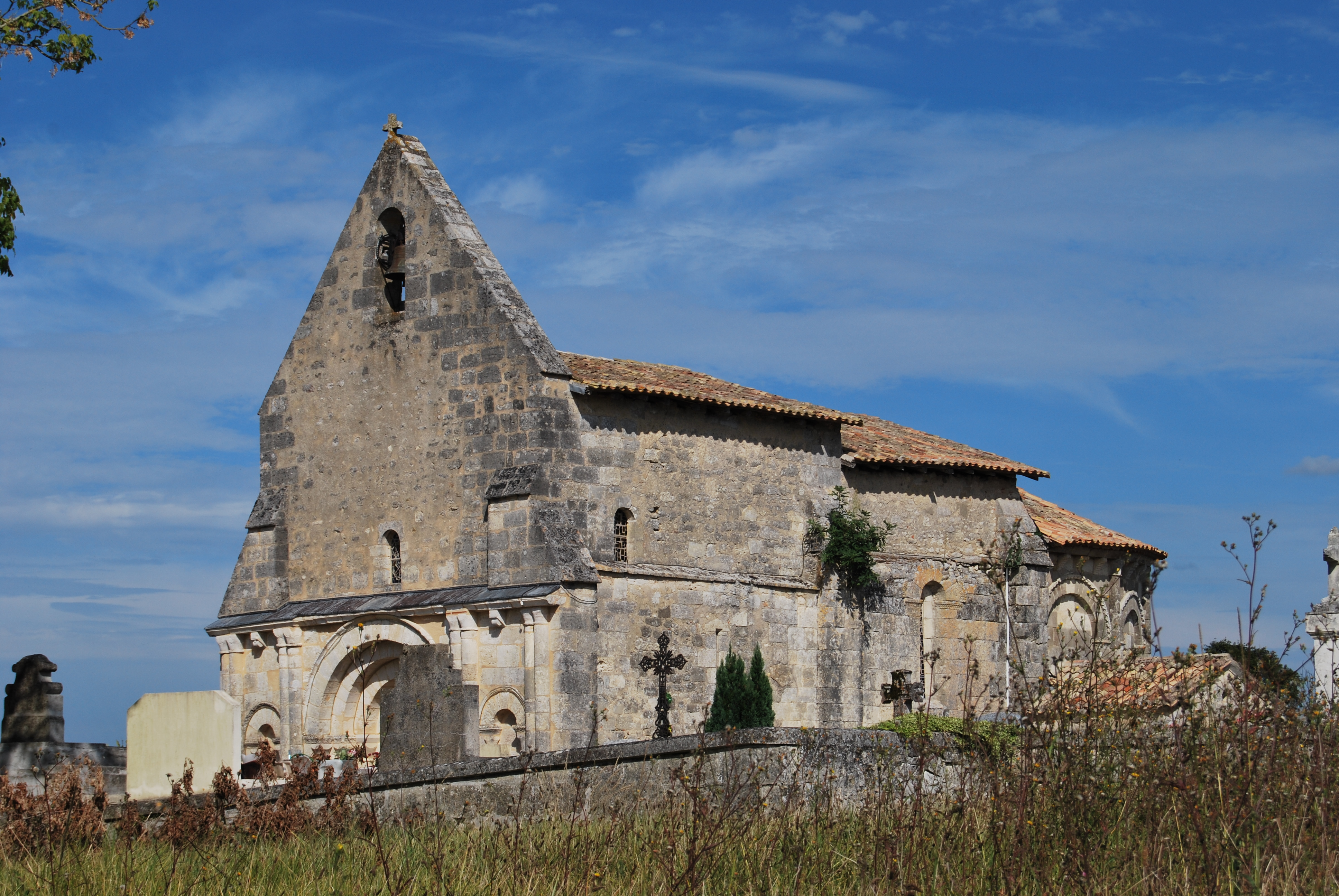
Kirche Saint-Pierre